# O pălărie plină de cer
O pălărie plină de cer este un roman al seriei Lumea Disc de Terry Pratchett și al doilea din subseria pentru adolescenți Tiffany Aching. Cartea a câștigat premiul Locus, premiul pentru fantezie și premiul asociaței ALA pentru tineri cititori.
Tiffany se pregătește să-și înceapă ucenicia ca vrăjitoare, dar nu este pregătită de adevăr. Simțindu-se tot mai singură și izolată, aceasta atrage atenția unui spirit antic și foarte puternic care vânează oameni și-i posedează până ce aceștia mor. 
Cartea a fost tradusă și publicată pentru prima dată în România de editura Corint în 2007.

## Rezumat

Prima ediție în limba română a cărții „O pălărie plină de cer”

Tiffany se pregătește să plece ca să-și înceapă ucenicia ca vrăjitoare. Aceasta începe să învețe cu Miss Level despre diversele scopuri ale plantelor. Curând devine conștientă de prezența lui Oswald, un ondageist, un spirit obsedat de păstrarea curățeniei. Tiffany ajunge să fie dezamăgită de studiile ei, o dată ce-și dă seama că viața unei vrăjitoare are puțin de-a face cu magia propriu-zis, fiind mai degrabă repetitivă și monotonă, fără recunoștință sau surse stabile de venit, marcată de responsabilitatea de a avea grijă de cei care nu mai pot avea grijă de ei înșiși.
Un hiver, o creatură foarte puternică fără trup, începe să o vâneze pe Tiffany, și o posedă atunci când ea iese pentru câteva momente afară din propriul trup ca să se observe. Acesta îi împărtășește cunoștințele adunate, folosindu-i puterea pentru a se răzbuna pe cei care-și bătuseră joc de ea. Miss Level încearcă să o oprească dar spiritul îi omoară unul dintre cele două corpuri.
Noua matcă a clanului întrevede amenințarea și-i trimite pe scoțidușii liberi ca să o ajute. Aceștia se întâlnesc cu Miss Level și aceasta realizează că Tiffany e posedată. Scoțidușii intră în capul lui Tiffany și împreună îl alungă.
La întâlnirea vrăjitoarelor, Tiffany se întâlnește cu Miss Weatherwax care-i explică că spiritul o va vâna până ce o va putea poseda din nou. Tiffany înțelege că este responsabilitatea ei să îl învingă. Când acesta o atacă ea îl capturează și înțelege că acesta posedă oameni ca să se ascundă de lume. Ca să-l ajute, Tiffany deschide ușa către moarte și-l conduce înăuntru. După plecarea acestuia, Tiffany rămâne singură și nu-și dă seama că ușa e pe cale să se închidă. Miss Weatherwax își proptește piciorul în ușă și o trage afară.
Ulterior, Tiffany află de la Miss Weatherwax că și bunica ei fusese o vrăjitoare, chiar dacă nu învățase ca să devină una. Tiffany refuză să intre în ucenicie la Miss Weatherwax, alegând să se descopere pe sine și se întoarce în Creta ca să ia locul bunicii sale.

## Personaje
- Tiffany Suferind
- Miss Level - o vrǎjitoare afabilǎ care s-a nǎscut cu douǎ corpuri
- Miss Weatherwax
- Scoțidușii liberi

## Premii
Cartea are un scor de 4.21/5 pe Goodreads, pe baza 9,122 punctaje. De asemenea a primit Premiul Locus pentru cel mai bun roman pentru tineri adulți(2005), Premiul Mythopoeic Fantasy la categoria Literatură pentru adolescenți(2005), Premiul ALA Notable Children's Book for Older Readers (2005) și Pacific Northwest Library Association Young Reader's Choice Award for Senior (2007).